# ウズベキスタン国立美術館
ウズベキスタン国立美術館 (ウズベキスタンこくりつびじゅつかん、英語: State Museum of Arts of Uzbekistan、ウズベク語: O'zbekiston Respublikasi Davlat san'at muzeyi、ロシア語: Государственный музей искусств Узбекистана) はウズベキスタンのタシュケントにある美術館である。

## 概要
美術館は1918年4月にニコライ2世とその他西ヨーロッパの個人所有の絵画、彫刻、装飾家具、磁器など500点を集めて設立された。1918年から1935年まではロシア帝国皇帝のニコライ・ロマノフ宮殿に位置し、1935年から1966年までは人民広場の建物内に設置されていた。1974年、設置されていた建物が取り壊されて新しい美術館が建設され現在の建物となった。
館内では、世界各国の美術品約50,000点を展示しており、主に15～20世紀のロシアの美術品、特に18世紀のロシア帝国期の絵画を数多く展示している他、古代から中世にかけた中央アジアの美術品も扱っており、絨毯、金の刺繍、織物、宝石なども展示されている。また、外国の美術品としては東洋の美術品も多く展示している特徴があり、韓国、中国、インド、日本、イランなどの美術品が展示されている。

## ギャラリー

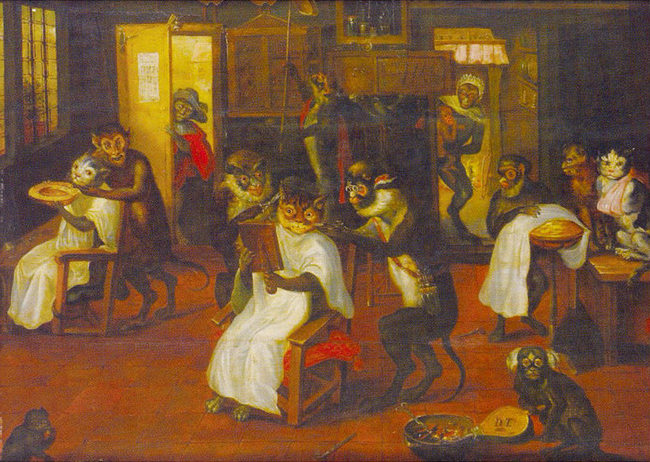
ダフィット・テニールス作、猿の床屋, 1659年
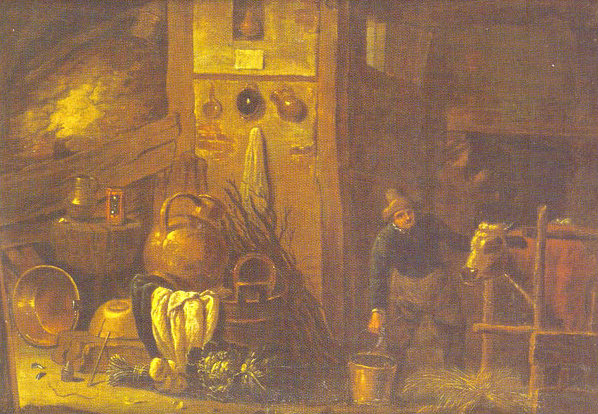
コルネリス・サフトレーフェン作、農民, 17世紀
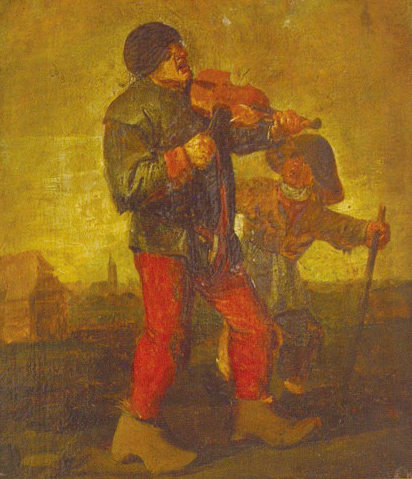
作者不詳、盲目の音楽家
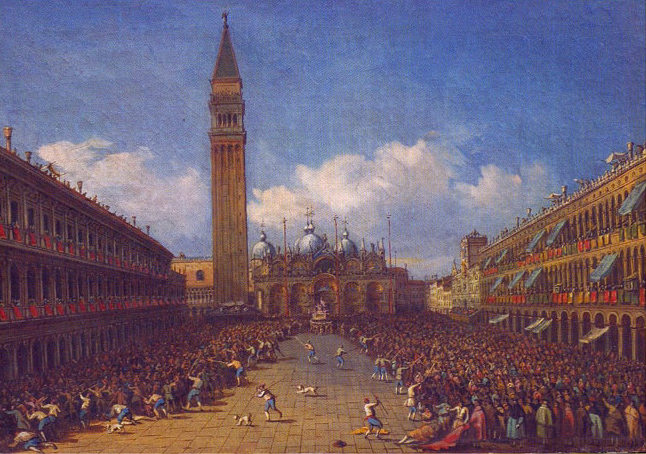
ミケーレ・マリエスキ（英語版）作、サン・マルコ広場, 18世紀
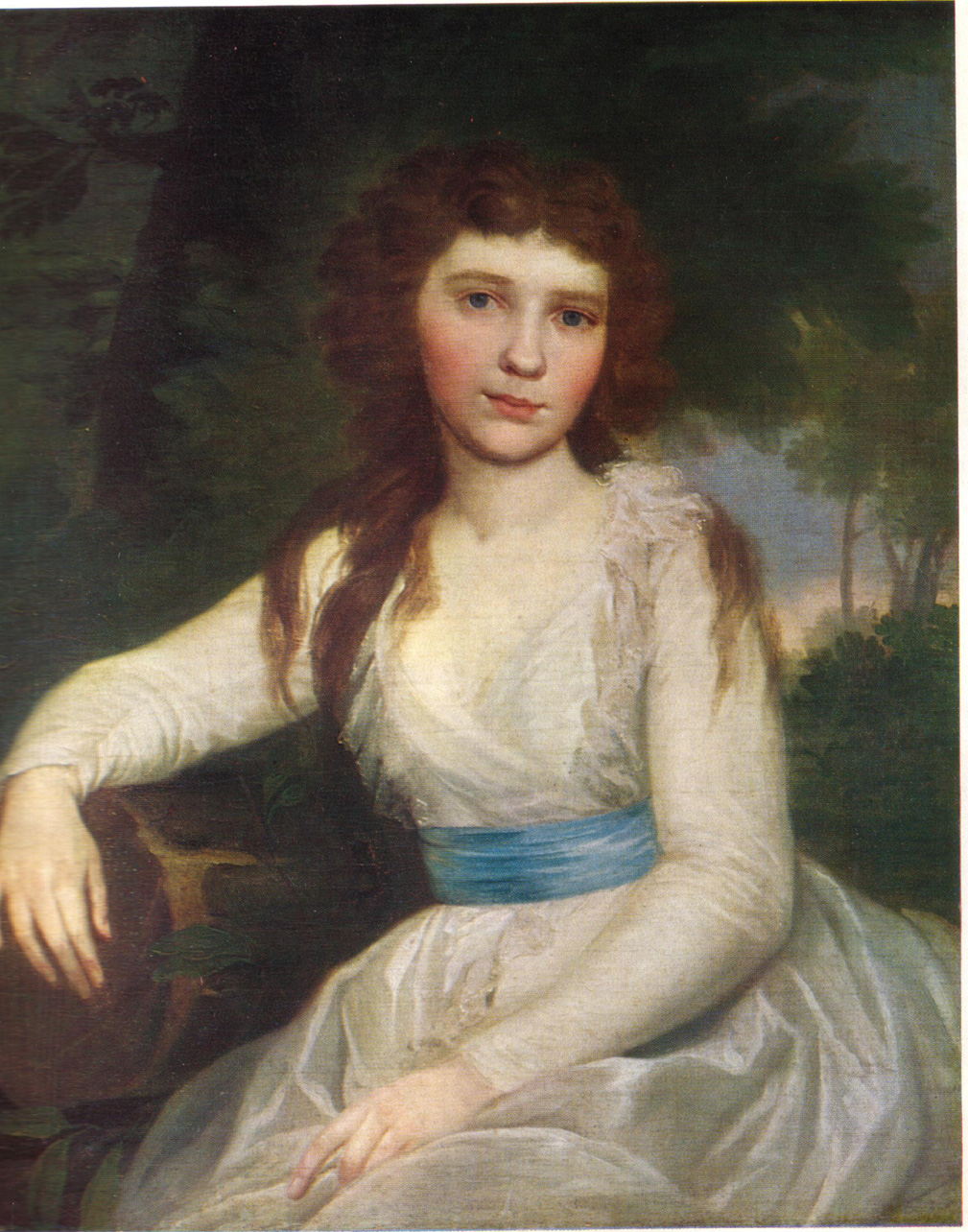
ウラジーミル・ボロヴィコフスキー（英語版）作、ヴォルコンスカヤの肖像画

## 開館時間
開館時間は午前9時から午後5時まで、休館時間は毎月第二月曜日、火曜日の午後となっている。